# Piàssina
El Piàssina (rus: Пясина) és un riu del krai de Krasnoiarsk, a Rússia. Té 818 quilòmetres de llarg, i la seva conca cobreix 182.000 km².

## Descripció

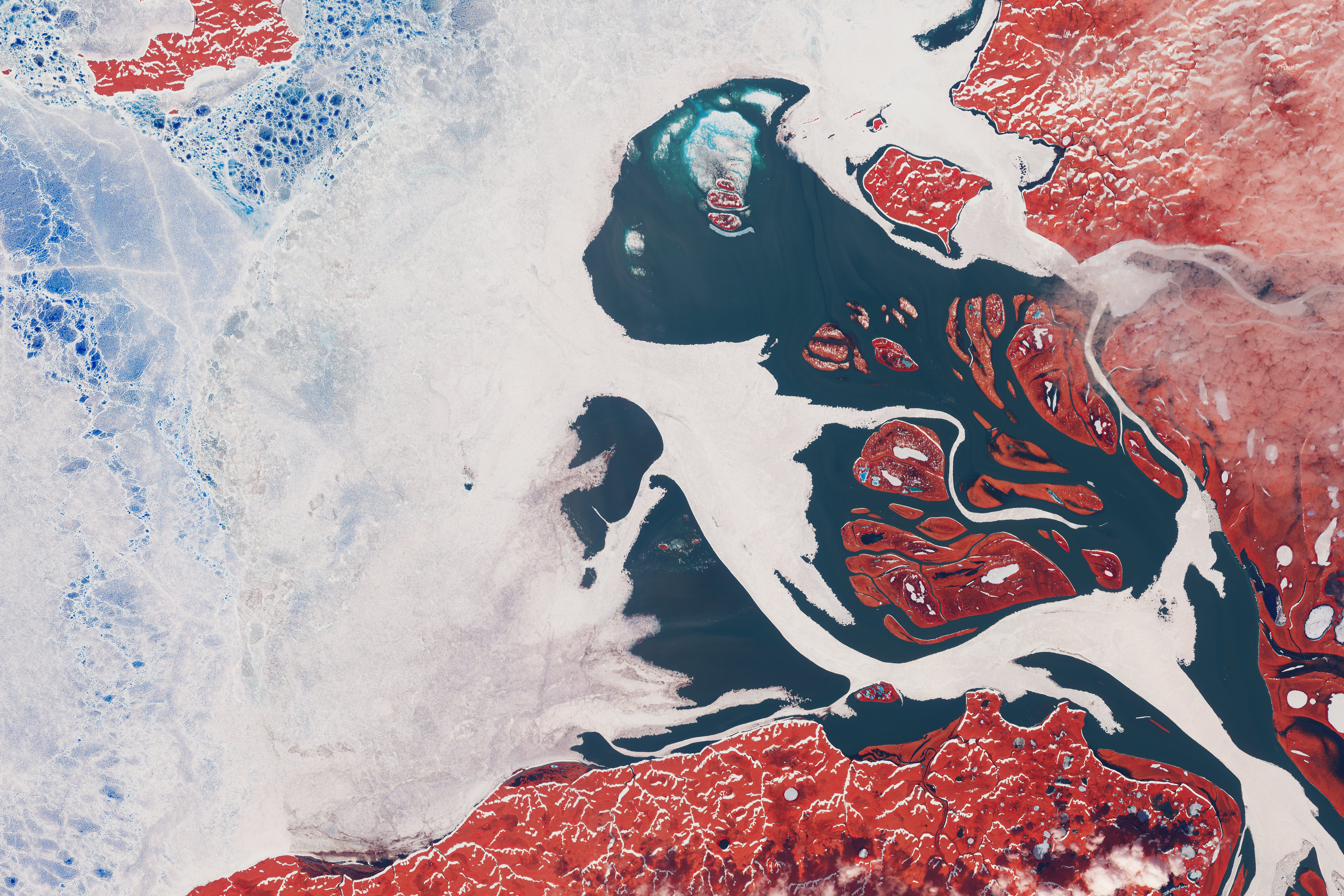
El gel bloquejant el delta del Piàssina.

El riu Piàssina neix al llac Piàssino, a l'oest de l'altiplà de Putorana, a poca distància de les dues ciutats bessones Norilsk (134 832 hab. el 2008) i Talnakh (58.700 hab. el 2002). Desemboca, després, al golf de Piàssino, al mar de Kara.
Hi ha més de 60.000 llacs a la conca de la Piàssina que cobreixen una superfície total de 10.450 km². La seva conca, per superfície, es troba entre les vint conques de rius primaris més grans de Rússia i entre les 40 més grans del món (és més gran que països com Cambodja, Uruguai o Síria).
El riu es congela a finals de setembre o principis d'octubre i roman sota el gel fins al juny. Està connectat amb el riu Txetirekh a través del seu distribuïdor dret Staritsa.

## Història
El mercader del Dvina Kondratiy Kurochkin va arribar a la desembocadura del Piàssina el 1610. El 1614, es va construir un ostrog al riu per recollir el iasak (tribut) dels nadius. El 1935, abans que s'hagués construït el ferrocarril Dudinka-Norilsk, el riu Piàssina i el llac Piasino van ser utilitzats per a transportar mercaderies al lloc de la futura ciutat de Norilsk.

## Ramat de rens de Taimir
Les zones de part del ramat de rens de Taimir, un ren migratori de la tundra (R.t. sibiricus), que és a més el ramat de rens més gran del món, es troben al llarg de la riba dreta del Piàssina i en el revolt del flux mitjà de l'Agapa.